# Люди, пов'язані з Харковом
Відомі за межами Харкова люди, які народились або тривалий час жили та працювали в місті:

## А
- Абдула Анатолій Борисович — український футбольний арбітр.
- Абдрашитов Вадим Юсупович — радянський і російський кіно- і телережисер.
- Абрамович Ілля Олександрович (1930, Харків) — механік, кандидат технічних наук (1968), професор (1991).
- Аверченко Аркадій Тимофійович — російський письменник-сатирик і гуморист, мешкав у місті в 1903–1908 рр.
- Азбель Марк Якович — радянський та ізраїльський фізик-теоретик, доктор фізико-математичних наук. У 1944—1964 рр. жив, навчався та працював у Харкові.
- Александров Олександр Іванович — український живописець і графік.
- Алексін Микола Миколайович — полковник Армії УНР, з 1926 року мешкав у Харкові.
- Алісов Михайло Олександрович — український художник-мариніст, учень М. Раєвської-Іванової і І. Айвазовського
- Алтунян Генріх Ованесович — дисидент і політв'язень радянських часів, тривалий час мешкав у місті
- Алферакі Ахіллес Миколайович — російський композитор грецького походження, народився в місті в 1846 р.
- Алчевська Христина Данилівна — українська педагог, організатор народної освіти, засновниця Харківської жіночої недільної школи (1862)
- Алчевська Христина Олексіївна— українська поетеса і педагог, дочка Христини Алчевської та Олексія Алчевського. Народилася та померла в Харкові.
- Алчевський Олексій Кирилович — український промисловець і банкір.
- Андрєєвський Павло Аркадійович — російський драматург і театральний критик.
- Андрій (Васілашку) — архієрей Української православної церкви (Московського патріархату)
- Антонов Володимир Іванович — радянський і український актор, перший народний артист незалежної України (1991).
- Антонович Данило Сидорович — український актор, Народний артист СРСР, із 1926 р. працював в театрі «Березіль»
- Антонович Дмитро Володимирович — український історик мистецтва та театру, політичний діяч, навчався в Харківському університеті
- Ареф'єв Костянтин Артемович — радянський партизан, Герой Радянського Союзу
- Арцебарський Анатолій Павлович — радянський космонавт, льотчик-випробувач, Герой Радянського Союзу, закінчив Харківське Вище військове авіаційне училище льотчиків ім. двічі Героя Радянського Союзу С. І. Грицевця
- Арцибашев Борис Михайлович — американський художник, дизайнер та ілюстратор українського походження. Син письменника Михайла Арцибашева
- Атращенков Валерій Володимирович — український бадмінтоніст
- Афанасьєв Віктор Андрійович — актор і режисер, театральний діяч, засновник першого українського лялькового театру
- Ахієзер Олександр Ілліч — український фізик, тривалий час працював у місті

## Б

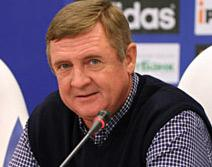
Володимир Безсонов

- Багалій Дмитро Іванович — філософ, громадський діяч, історик
- Барабашов Микола Павлович — український астроном
- Баркалов Олексій Степанович — український радянський спортсмен, Олімпійський чемпіон
- Биков Леонід Федорович — український актор, режисер і сценарист, заслужений артист РРФСР, Народний артист УРСР (1974)
- Безперчий Дмитро Іванович — український художник і педагог
- Безсонов Володимир Васильович — відомий радянський футболіст, володар Кубка володарів Кубків УЄФА (1986), український футбольний тренер, народився та тривалий час працював у місті.
- Бекетов Андрій Миколайович — український і російський ботанік, викладав у Харківському університеті.
- Бекетов Микола Миколайович — український фізико-хімік, один із основоположників фізичної хімії та хімічної динаміки, тривалий час працював у місті
- Бекетов Олексій Миколайович — український архітектор і педагог
- Бєляєва (Гуріна) Раїса Андріївна — український літератор, мемуарист і кінознавець
- Берґенгейм Едвард Фердинанд — харківський промисловець з Фінляндії. Засновник першого на півдні Російської імперії Харківського заводу з виробництва теракотових і керамічних виробів.
- Беркман Яків Павлович — радянський український науковець-хімік, доктор хімічних наук, викладач та науковець багатьох науково-дослідних закладів Харкова
- Бернес Марк Наумович — російський радянський актор кіно, виконавець пісень, закінчив у 1929 р. у місті театральні курси
- Бершов Сергій Ігорович — альпініст, єдиний українець, що тричі побував на Евересті (8848 м), 16-разовий чемпіон і призер чемпіонатів СРСР, 35-разовій чемпіон України зі скелалазання.
- Білецький Андрій Євгенійович — український військовий, громадський та політичний діяч, засновник та екс-командир полку «Азов», підполковникНаціональної гвардії України. Лідер політичної партії «Національний корпус», народний депутат України 8-го скликання.
- Білецький Володимир Стефанович — український науковець у галузі гірництва, доктор технічних наук, професор, видавець, редактор, перекладач, дійсний член ряду галузевих академій України та НТШ. Автор ідеї та науковий редактор першої національної української Гірничої енциклопедії. Викладач ХПІ.
- Богораз Лариса Йосипівна — громадсько-політична діячка, правозахисниця, народилася та навчалася в місті
- Бондаренки Альона та Катерина — українські професіональні тенісистки, резиденцією[1][2] яких є Харків
- Бондаренко Борис Іванович — український архітектор.
- Бондаренко Валентин Васильович — радянський льотчик-космонавт
- Бондаренко Михайло Леонтійович — Герой Соціалістичної Праці, орденоносець, генерал — начальник шляхів та будівництва 3-го рангу, начальник тресту «Південтрансбуд», заст. начальника Південної залізниці, почесний залізничник СРСР, депутат Харківської міської ради.
- Борисенко Антоніна Трохимівна — українська архітекторка
- Боровик Андрій Євгенович — український фізик-теоретик, доктор фізико-математичних наук.
- Боровиковський Левко Іванович — український поет та письменник доби романтизму
- Брауде Семен Якович — український радіофізик і радіоастроном, засновник радіоокеанографії та декаметрової радіоастрономії
- Бугрімова Ірина Миколаївна — перша в Росії жінка — дресирувальниця хижаків
- Булаховський Леонід Арсенійович — український мовознавець, автор праць з загального, українського і російського мовознавства, славістики, методики викладання мови
- Бунін Іван Олексійович — російський поет, письменник, лауреат Нобелівської премії з літератури, мешкав у місті в 1889–1895 рр.
- Бурлюк Володимир Давидович — живописець, народився в місті 1886 р.
- Бурмака Марія Вікторівна — українська співачка, народилася та навчалася в місті
- Бут Антон Миколайович — російський хокеїст.
- Буценко Микита Костянтинович — український хокеїст

## В

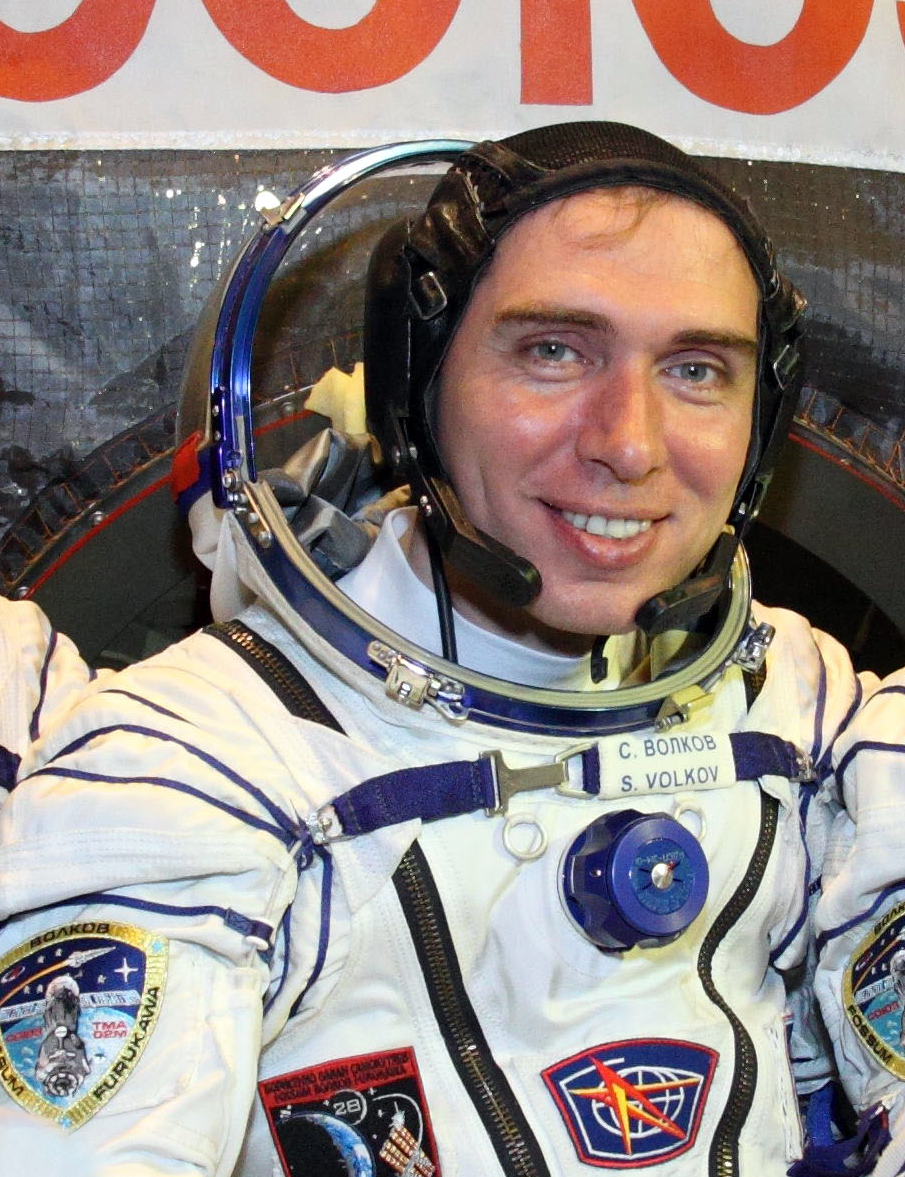
Сергій Волков

- Вальтер Антон Карлович — український фізик, один із тих, хто уперше в СРСР здійснив розщеплення атомного ядра штучно прискореними частинками (1932), тривалий час працював у місті
- Васильєв Борис Іванович — полковник Армії УНР
- Васильківський Сергій Іванович — український живописець, пейзажист, баталіст.
- Васютін Володимир Володимирович — радянський космонавт
- Ващенко Григорій Іванович — перший секретар обкому партії, згодом міністр торгівлі СРСР
- Венгеровський Юрій Наумович — український радянський спортсмен, Олімпійський чемпіон
- Введенський Олександр Іванович — поет, філософ, мешкав і працював у Харкові в 1936–1941 рр.
- Верещагін Леонід Федорович — фізик, уперше в СРСР синтезував алмази (1960)
- Вернадський Володимир Іванович — видатний український та російський філософ, природознавець, геніальний мислитель, засновник геохімії, біогеохімії та радіогеології, космізму, вчився в місті
- Візир Анатолій Дмитрович — ректор Запорізького медичного інституту, учень та послідовник Харківської школи акад. Л. Т. Малої, професор, доктор медичних наук
- Віногоров Владислав — письменник, який працює в жанрі наукової фантастики, проживає у місті з 1986 року
- Владко Володимир Миколайович — український письменник-фантаст, працював у місті
- Волк Ігор Петрович — радянський російський космонавт, народився у передмісті Харкова
- Волков Сергій Олександрович — російський космонавт, народився 1973 в Чугуєві Харківської області
- Воробйов Володимир Петрович — видатний анатом і фізіолог, запропонував нову методику бальзамування трупів (і бальзамував за нею В. І. Леніна), тривалий час працював у місті
- Воронин Олександр Олексійович — український письменник, редактор, видавець, громадський діяч, син письменника О. Варрави
- Врубель Михайло Олександрович — український художник-символіст

## Г, Ґ
- Ганзбург Григорій Ізраїльович — український вчений-музикознавець, педагог, музичний критик
- Геніка Ростислав Володимирович — піаніст, педагог, музичний критик, мемуарист.
- Генрі Лайон Олді (псевдонім) — письменники-фантасти, мешкають у місті
- Гінзбург Олександр Маркович — російський і радянський архітектор і інженер
- Гіршман Леонард Леопольдович — науковець-офтальмолог, лікар, педагог
- Гмиря Борис Романович — український оперний і камерний співак, навчався в місті
- Головкіна Наталія Володимирівна — українська бадмінтоністка
- Голтвянський Олег Миколайович — військовий та політичний діяч
- Гольдблат Мойсей Ісаакович — актор і режисер, засновник і перший художній керівник циганського театру «Ромен», працював у місті
- Гольдес Ойзер Мойсейович — єврейський драматург, літературознавець, критик, тривалий час працював у місті
- Гончар Олесь Терентійович — український письменник, навчався в місті
- Гончаров Валерій Володимирович — Олімпійський чемпіон
- Горбань Микола Васильович — радянський історик, архівіст і письменник, працював у місті
- Горбенко Анатолій Григорович — вчений-театрознавець, педагог, театральний критик
- Гороховська Марія Кіндратівна — триразова Олімпійська чемпіонка
- Горський Костянтин — український композитор, скрипаль-віртуоз, диригент, педагог
- Гризодубов Степан Васильович — льотчик, авіаконструктор
- Гризодубова Валентина Степанівна — льотчиця, Герой Радянського Союзу, Герой Соціалістичної Праці
- Грінденко Тетяна Тихонівна — російська скрипалька
- Гнедич Микола Іванович — російський поет, відомий перекладач «Іліади».
- Губаренко Віталій Сергійович — український композитор
- Губаренко Ірина Віталіївна — український композитор, поетеса
- Губенко Павло Михайлович, відомий як Остап Вишня — начальника медично-санітарного управління Міністерства залізниць УНР, український письменник, гуморист і сатирик
- Губерман Ігор Миронович — поет
- Гулак-Артемовський Петро Петрович — український письменник, вчений, перекладач, поет
- Гула Інна Йосипівна — радянська актриса театру і кіно. Заслужена артистка РРФСР (1976).
- Гурченко Людмила Марківна — радянська кіноактриса, співачка, Народна артистка СРСР

## Д

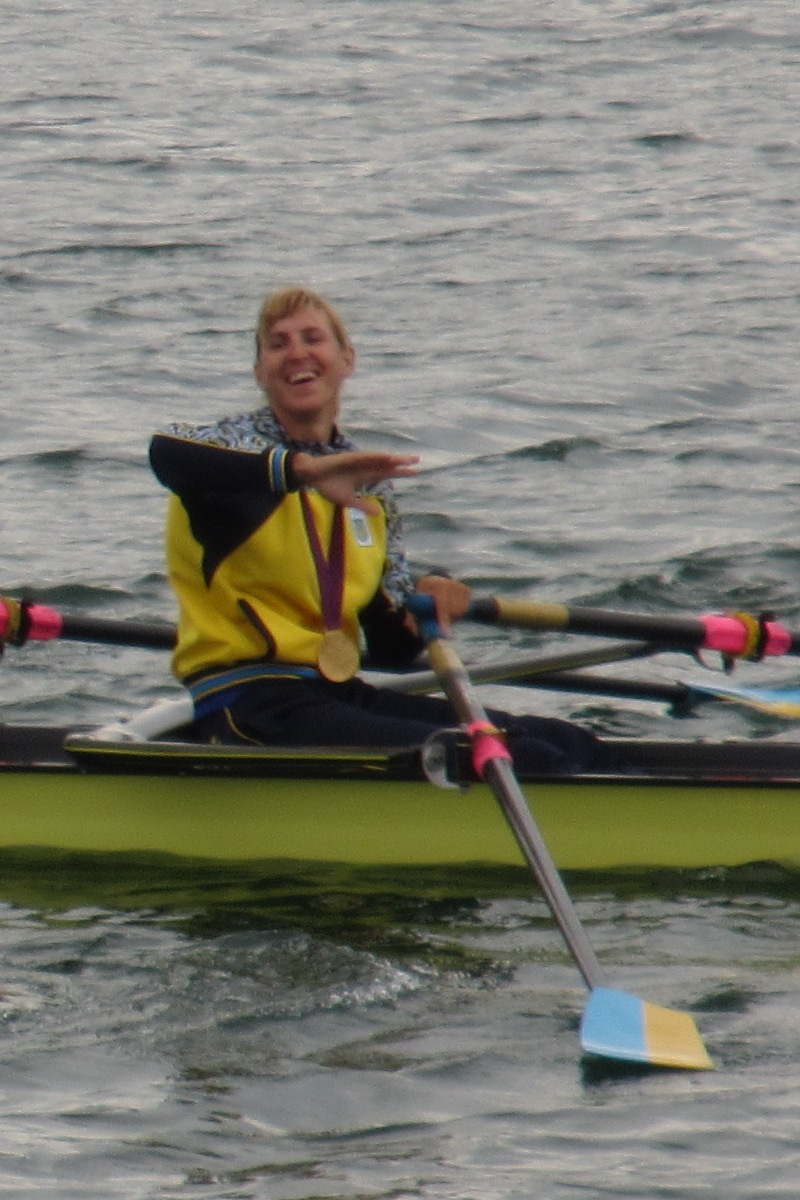
Яна Дементьєва

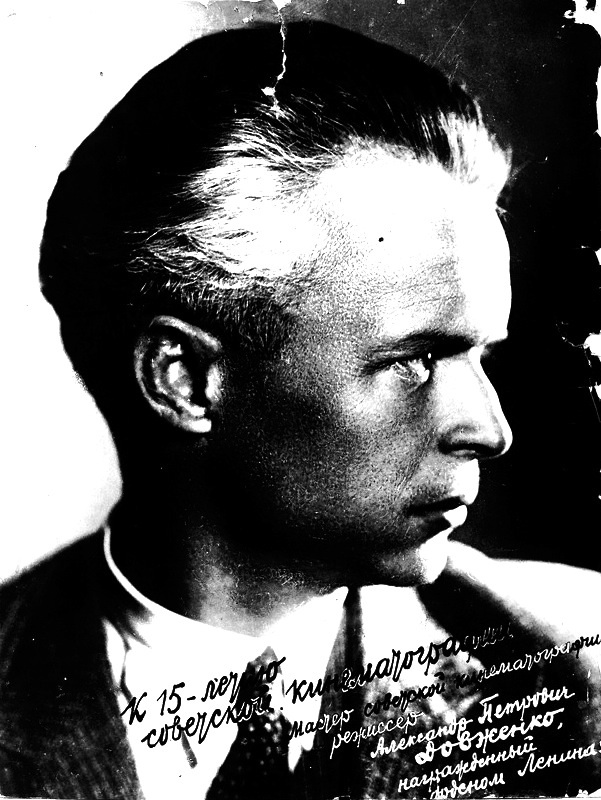
Олександр Довженко

- Данилевський Григорій Петрович — письменник
- Данилевський Василь Якович — радянський фізіолог і біохімік, засновник Харківського інституту ендокринології й хімії гормонів
- Данилко Андрій Михайлович, відомий як Вєрка Сердючка — український комедійний актор, співак, працював у ТО «Чиз»
- Дев'янін Анатолій Михайлович — український живописець.
- Дела-Вос-Кардовська Ольга Людвігівна — українська художниця, графік, учениця харківського художника Є. Є. Шрейдера, дружина художника Дмитра Кардовського
- Дементьєва Яна Михайлівна — олімпійська чемпіонка з академічного веслування, народилася в Харкові
- Денисов Денис Валерійович — російський хокеїст.
- Десятников Леонід Аркадійович, російський композитор
- Дєлова Катерина Олександрівна (* 1983) — українська плавчиня, майстер спорту України міжнародного класу.
- Джигалова Людмила Станіславівна — дворазова Олімпійська чемпіонка
- Дікштейн Григорій Юхимович — український російськомовний поет, бард, народився та до 1992 р. жив у Харкові.
- Довбищенко Віктор Семенович — український радянський режисер, театрознавець, педагог, заслужений артист УРСР (з 1946)
- Довженко Олександр Петрович — вояк куреня Чорних гайдамаків,3-го Сердюцького полку УНР, письменник, кінорежисер, кінодраматург, художник, класик світового кінематографу
- Долинін Олександр Єрмолайович — український актор театру й кіно.
- Донець Людмила Семенівна — український кінокритик.
- Досєкін Василь Сергійович — відомий харківський фотограф другої половини XIX століття.
- Досєкін Микола Васильович — художник-імпресіоніст, скульптор, сценограф, учень харківського художника Є. Є. Шрейдера, син відомого харківського фотографа Василя Досєкіна.
- Досєкін Сергій Васильович — живописець, син відомого харківського фотографа Василя Досєкіна.
- Дроб'язко Олександр Іванович — український громадський діяч у Китаю в 1930-40-х рр.
- Дринов Марин Степанович — історик-славіст, засновник Болгарської Академії наук, Міністр просвіти Болгарії (1878–1879)
- Дунаєвський Ісаак Осипович — радянський композитор, вчився в місті
- Дущенко Євген Васильович — український диригент
- Дьяченко Степан Архипович — громадський діяч, політик, генерал-лейтенант, голова міжнародної громадської організації «Ми Українці», проживає в м. Харкові

## Е
- Ейдеман Роберт Петрович — радянський воєначальник, командуючий військами Харківського військового округу (1921)

## Є
- Євса Ірина Олександрівна (1956) — російська поетеса

## Ж
- Жаботинський Леонід Іванович — видатний український спортсмен, важкоатлет, дворазовий абсолютний Олімпійський чемпіон з важкої атлетики у суперважкій ваговій категорії, навчався в Харківському педагогічному інституті
- Жадан Сергій Вікторович — прозаїк, поет, есеїст, перекладач
- Жлутенко Світлана Фролівна — український режисер-документаліст;
- Жуков Олександр Петрович. — керівник оркестру заслуженого академічного Буковинського ансамблю пісні і танцю Чернівецької обласної філармонії. Заслужений артист України (2009).
- Журіна Ірина Михайлівна — оперна співачка, Народна артистка Росії

## З
- Забіла-Врубель Надія Іванівна — українська оперна співачка, дружина Михайла Врубеля
- Заливчий Андрій Іванович — український письменник
- Запорожець Ольга Антонівна — українська хімік-аналітик, педагог, доктор хімічних наук
- Засядько Олександр Дмитрович — видатний інженер-артилерист, генерал-лейтенант артилерії
- Зорич Олександр Володимирович (псевдонім) — письменники

## І, Й
- Іванов Михайло Федорович — український науковець у галузі тваринництва
- Івашко Володимир Антонович — український радянський державний діяч, перший та єдиний заступник Генерального секретаря ЦК КПРС (1990—1991)
- Ісаєнко Денис Вікторович — український хокеїст, гравець національної збірної України
- Йогансен Майк — український поет та прозаїк

## К

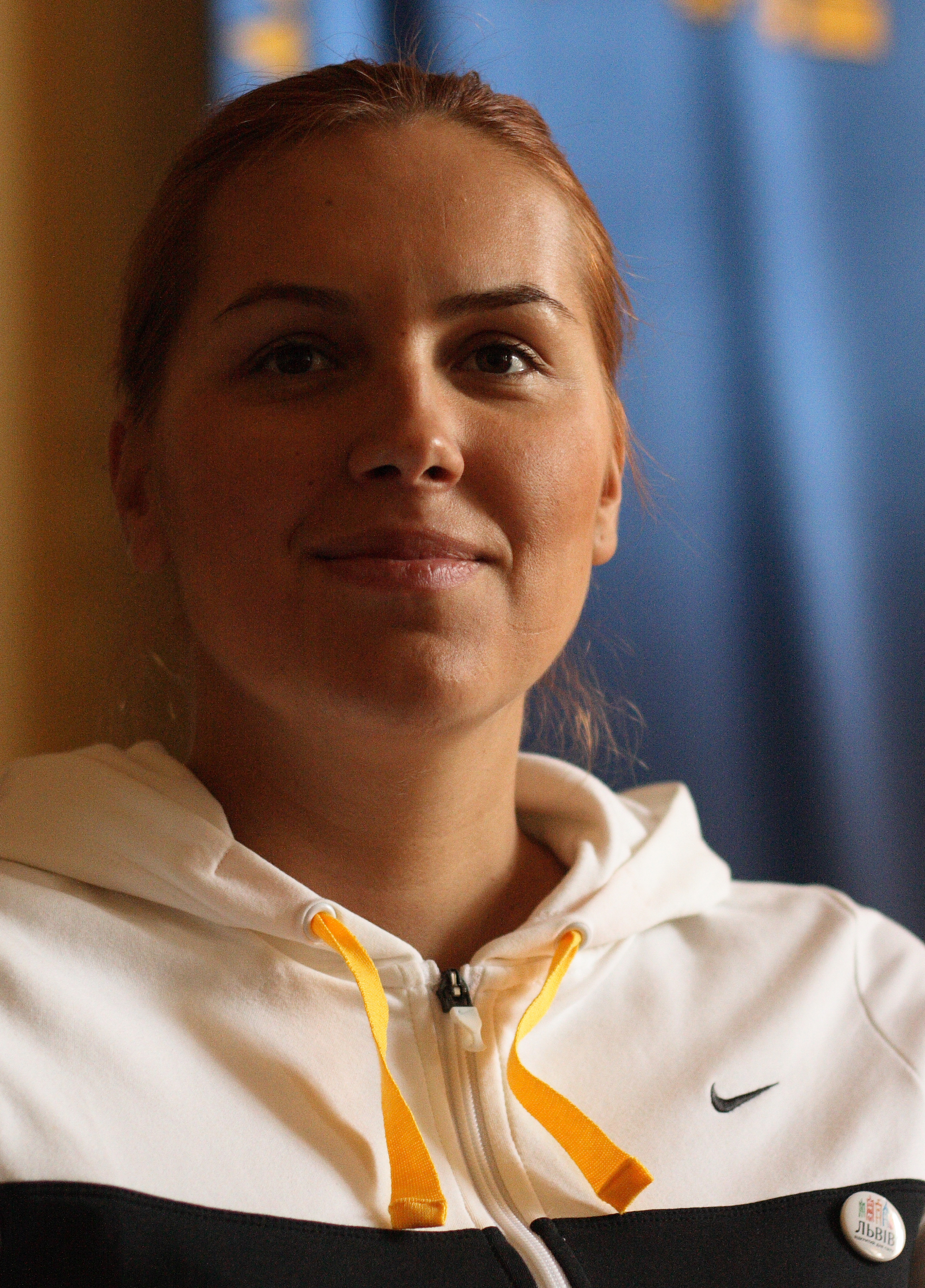
Яна Клочкова

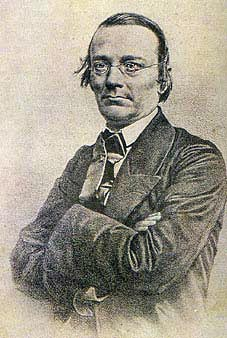
Микола Костомаров

- Кавалерідзе Іван Петрович — український скульптор, кінорежисер, драматург, сценарист, мешкав у Харкові в 1923–1928 рр.
- Калабухін Анатолій Васильович — український диригент
- Калінін Костянтин Олексійович — авіаконструктор і пілот
- Калиниченко Максим Сергійович — український футболіст
- Калмиков Костянтин Сергійович — український хокеїст
- Кандауров Сергій Вікторович — український футболіст
- Каразін Василь Назарович — український науковець, винахідник, громадський діяч, засновник Харківського університету (1805)
- Каринська Варвара Андріївна — американська дизайнерка одягу, авторка сценічних костюмів для кіно та балету, зокрема, співавторка сучасної балетної пачки, загальноприйнятої у світі; володарка «Оскара» (1948) за дизайн костюмів для фільму «Жанна д'Арк[en]»
- Кассандр (Мурон Адольф) — французький живописець українського походження, автор логотипу бренду Yves Saint Laurent
- Кащеєв Борис Леонідович — український науковець, доктор технічних наук (1964), Заслужений діяч науки УРСР (1980)
- Квітка-Основ'яненко Григорій Федорович — український прозаїк, драматург, журналіст, літературний критик і культурно-громадський діяч
- Кирпичов Віктор Львович — фізик, перший ректор Харківського технологічного інституту (1889)
- Кисляков Костянтин Сергійович — передовик виробництва в машинобудуванні, токар, Герой Соціалістичної Праці
- Климовський Семен — український поет та філософ, автор відомої пісні «Їхав козак за Дунай»
- Клочкова Яна Олександрівна — чотириразова Олімпійська чемпіонка, Герой України
- Кнорозов Юрій Валентинович — радянський лінгвіст і історик, фахівець із епіграфіки й етнографії, засновник радянської школи майянистики, відомий своєю вирішальною роллю в дешифруванні писемності майя, у просуванні математичних методів дослідження невідомих писемностей
- Ковалевський Євграф Петрович — український вчений, державний діяч Російської імперії. Гірничий інженер, директор Гірничого корпусу. Вперше виконав геологічні дослідження і дав назву «Донецький басейн» («Донбас»)
- Ковалевський Єгор Петрович — географ-мандрівник, письменник і дипломат, геолог, відкрив витоки річки Білий Ніл
- Ковалів Левко Борисович — член Української Центральної Ради.
- Коварський Анатолій Єфимович — селекціонер, агроном, генетик, ботанік
- Кожедуб Іван Микитович — льотчик-винищувач, тричі Герой Радянського Союзу, маршал авіації, в 1941 р. закінчив Чугуївську військову авіаційну школу льотчиків, служив у ній інструктором
- Колесниченко Олексій Никифорович — український вчений-правознавець, доктор юридичних наук, професор, завідувач кафедри криміналістики (1957—1981) Харківського юридичного інституту
- Кононенко Олег Дмитрович — космонавт, в 1988 закінчив Харківський авіаційний інститут ім. М. Є. Жуковського за фахом «Двигуни летальних апаратів»
- Контрольська Валентина Василівна — етнографка, колекціонерка
- Корк Август Іванович — радянський воєначальник, закінчив Чугуївське піхотне училище
- Коротич Віталій Олексійович — поет, прозаїк, публіцист, у 1989—1991 рр. був народним депутатом СРСР від Дзержинського виборчого округу міста
- Костомаров Микола Іванович — видатний український і російський історик, поет-романтик, мислитель, громадський діяч
- Котляр Євген Миколайович — Герой Майдану-2014.
- Кошкін Михайло Ілліч — конструктор, творець відомого танка Т-34
- Крайнєв Володимир Всеволодович — піаніст
- Краснов Андрій Миколайович — геоботанік, ґрунтознавець, географ, професор Харківського університету та Харківського ветеринарного інституту. Засновник Батумського ботанічного саду.
- Крикуненко Олег Іванович — український хокеїст
- Кричевський Василь Васильович — український художник
- Кублицька-Піоттух Олександра Андріївна — перекладачка, літератор. Дочка А. Бекетова, мати О. Блока. Народилася в Харкові.
- Кузнєцов Матвій Сидорович — російський промисловець, засновник Будянського фаянсового заводу
- Кузнець Саймон — американський економіст, лауреат Нобелівської премії (1971)
- Кулешов Євген Митрофанович — український науковець-радіофізик, фахівець з квазіоптики, лауреат Державної премії УРСР в галузі науки і техніки
- Куліш Микола Гурович — український драматург і режисер, реформатор українського театру, ключові п'єси написав і поставив у Харкові
- Кульчицький Микола Костянтинович — видатний гістолог
- Курбас Олександр-Зенон Степанович, відомий як Курбас Лесь — видатний український театральний режисер і актор
- Курчатов Ігор Васильович — радянський фізик, організатор і керівник робіт в атомній науці і техніці в СРСР, під його керівництвом споруджений перший радянський циклотрон (1939), відкрито спонтанний поділ ядер урану (1940), розроблений протимінний захист кораблів, створені перший в Європі ядерний реактор (1946), перша в СРСР атомна бомба (1949), перші в світі термоядерна бомба (1953) і АЕС (1954), тричі Герой Соціалістичної Праці, працював у місті
- Кушнарьов Євген Петрович — І міський голова сучасної України (1990–1998)

## Л
- Лазаренко Олег Анатолійович — Заслужений художник України.
- Ландау Лев Давидович — видатний фізик, лауреат Нобелівської премії, Герой Соціалістичної Праці
- Латаш Юрій Вадимович (1930—2001) — фахівець у галузі спецелектрометалургії. Доктор технічних наук, професор. Лауреат Ленінської премії.
- Латишев Георгій Дмитрович — фізик, один із тих, хто уперше в СРСР здійснив розщеплення атомного ядра штучно прискореними частинками (1932)
- Левченко Анатолій Семенович — радянський космонавт, Герой Радянського Союзу
- Лейбфрейд Олександр Юрійович — радянський архітектор
- Лейпунський Олександр Ілліч — фізик, один із тих, хто уперше в СРСР здійснив розщеплення атомного ядра штучно прискореними частинками (1932), Герой Соціалістичної Праці
- Леонов Олексій Архипович — радянський космонавт, перша людина, яка вийшла у відткритий космос, Герой Радянського Союзу, закінчив Харківське Вище військове авіаційне училище льотчиків ім. двічі Героя Радянського Союзу С. І. Грицевця
- Ліберман Овсій Григорович — український радянський економіст, автор концепції (Косигінської) економічної реформи 1965 року
- Ліфшиць Володимир Олександрович — російський поет, драматург
- Лисенко Микола Віталійович — український композитор, піаніст, диригент, педагог, збирач пісенного фольклору, громадський діяч
- Литвиненко Віталій Іванович — український хокеїст, гравець національної збірної України.
- Луганський Микола Іванович — український радянський фармаколог, токсиколог.
- Луньов Панас Федорович — засновник Пархомівського історико-художнього музею
- Ляхов Володимир Опанасович — радянський космонавт, двічі Герой Радянського Союзу, закінчив Харківське Вище військове авіаційне училище льотчиків ім. двічі Героя Радянського Союзу С. І. Грицевця

## М

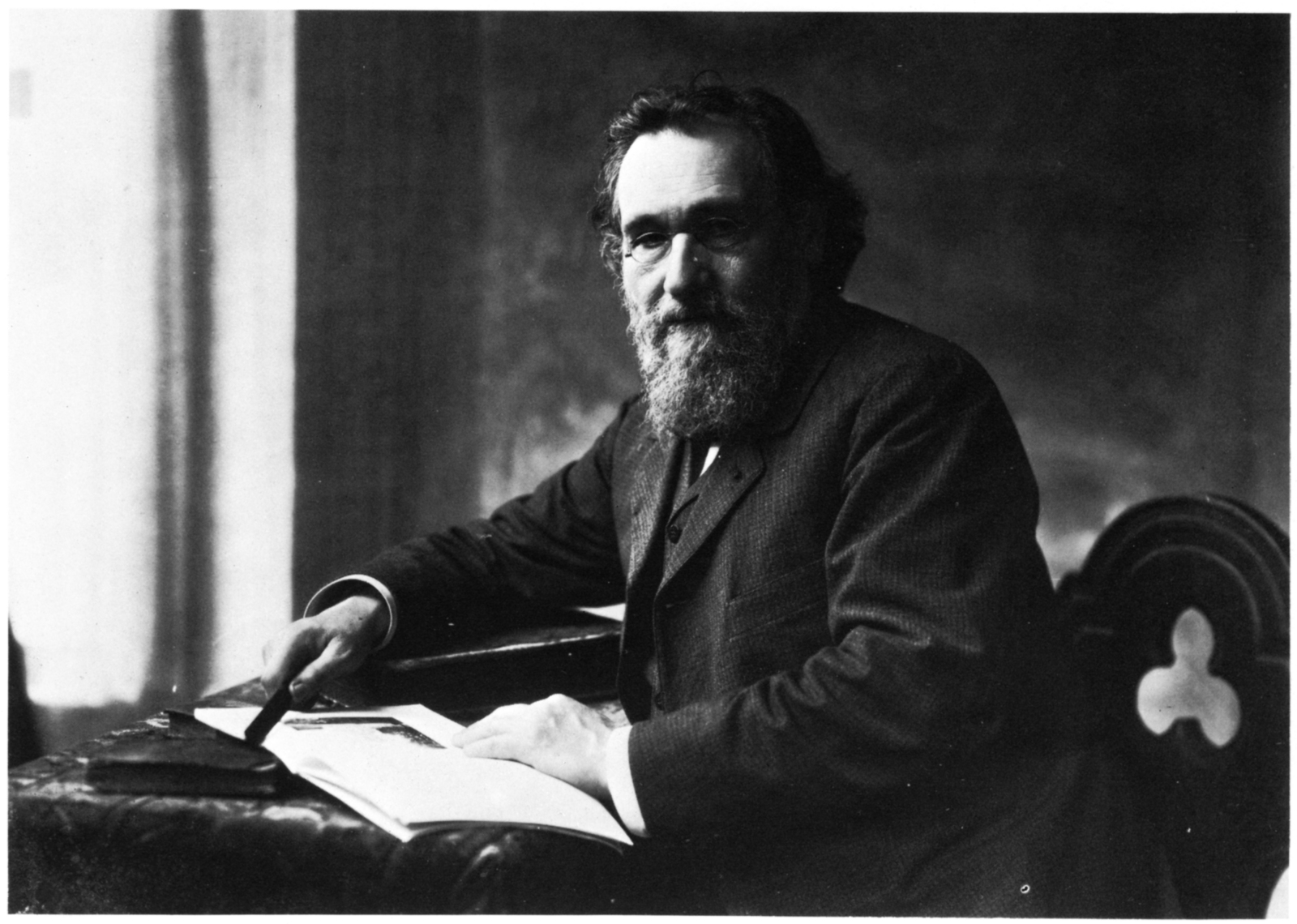
Ілля Мечников

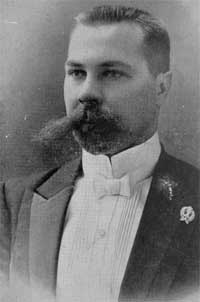
Микола Міхновський

- Макаренко Антон Семенович — радянський педагог і письменник
- Мала Любов Трохимівна — науковець, Герой Соціалістичної Праці, Герой України
- Маленченко Юрій Іванович — російський космонавт, Герой Російської Федерації, закінчив Харківське Вище військове авіаційне училище льотчиків ім. двічі Героя Радянського Союзу С. І. Грицевця
- Малишев Юрій Васильович — радянський космонавт, двічі Герой Радянського Союзу, закінчив Харківське Вище військове авіаційне училище льотчиків ім. двічі Героя Радянського Союзу С. І. Грицевця
- Мамут Євген Шамаєвич — український і американський фахівець з кінематографічних спецефектів, аніматор, лауреат премії «Оскар» («Хижак», 1987).
- Мар'яненко Іван Олександрович — український актор, режисер, педагог, народний артист СРСР
- Масалов Сергій Олександрович — український науковець-радіофізик, педагог, доктор фізико-математичних наук.
- Масельський Олександр Степанович — Герой України
- Матвієнко Андрій Якович — крайовий провідник СБ ОУН Карпатського краю, молодший лейтенант РСЧА
- Матушевас Василіюс Леонтійович — Олімпійський чемпіон
- Матюхін Валентин Олександрович — доктор економічних наук
- Мелетинський Єлеазар Мойсеєвич — радянський і російський філолог, історик культури, дослідник міфології, фольклору та ранніх форм літератури
- Мечников Ілля Ілліч — український науковець, один з основоположників еволюційної ембріології, імунології та мікробіології, лауреат Нобелівської премії з медицини та фізіології (1908), також відомий одесит
- Михайличенко Гнат Васильович — український письменник, автор «Блакитного роману» (Харків, 1921) який вважається найтаємничішим твором в українській літературі
- Михайлов Павло Андрійович — український радянський технолог-машинобудівник, педагог, понад 30 років жив і працював у Харкові (1927—1957).
- Михановський Володимир Наумович — російський радянський письменник-фантаст, поет
- Мишкіс Анатолій Дмитрович — російський математик, був професором ХАІ
- Мірошниченко Євгенія Семенівна — українська співачка, Народна артистка СРСР
- Міхновський Микола Іванович — український політичний і громадський діяч, публіцист
- Мовчан Валерій — Олімпійський чемпіон
- Морозов Олександр Олександрович — радянський конструктор танків, двічі Герой Соціалістичної Праці
- Мулерман Вадим Йосипович — радянський естрадний співак, Народний артист Росії

## Н
- Нагірна (Куришко) Катерина Сергіївна — Олімпійська чемпіонка
- Нахімов Яким Миколайович — поет-сатирик
- Незнамов Омелян Андрійович — окуліст, ординарний професор
- Нейман Єжи — американський математик і статистик
- Нікітін Володимир Костянтинович — автогонщик, автор світових рекордів

## О
- Обреїмов Іван Васильович — науковець-фізик
- Олександер Тетяна — українська поетеса, журналістка. Псевдонім — Таня Волошка.
- Онуфрієнко Юрій Іванович — російський космонавт, Герой Російської Федерації
- Островський Микола Олексійович — радянський письменник, мешкав у місті в 1924—1926 рр.
- Остроградський Михайло Васильович — видатний український математик
- Оржановський В'ячеслав Феофілович — начальник штабу дивізії Дієвої армії УНР.[3]

## П
- Пантелеймоненко Максим Сергійович — український волейболіст
- Панч Петро Йосипович — український письменник, лауреат «Шевченківської премії»
- Переверзєв Володимир Олександрович — білоруський хокеїст
- Петренко Олексій Васильович — актор театру та кіно, Народний артист РРФСР
- Пілсудський Юзеф — польський політичний і державний діяч
- Підгорний Анатолій Миколайович — український радянський науковець в галузі енергетичного машинобудування та водневої енергетики, засновник Інженерної академії України та Інституту проблем машинобудування НАН України
- Підгорний Микола Вікторович — радянський державний і партійний діяч
- Пилипчук Михайло Дмитрович — ІІ міський голова сучасної України (1998–2002)
- Плоходько Руслан Володимирович (1975—2014) — загинув при виконанні бойових обов'язків, під час АТО.
- Погорелко Олександр Костянтинович — науковець, харківський міський голова, громадський діяч
- Погорєлов Олексій Васильович — науковець, автор найвідомішого радянського підручнику з геометрії
- Полоницький Василь — український хокеїст, гравець національної збірної України.
- Покровський Володимир Миколайович — автор Будинку з химерами (вул. Чернишевська, 79)

Потрєсов Сергій Вікторович

- Попеску Теодор Костянтинович — український радянський артист балету, хореограф, народний артист УРСР
- Попова-Лелюх Марія Вадимівна (* 1991) — українська тхеквондистка, чемпіонка України, майстер спорту України міжнародного класу.
- Постишев Павло Петрович — радянський партійний і державний діяч, засновник першого в СРСР Палацу піонерів (1935)
- Потебня Олександр Опанасович — український мовознавець, філософ, фольклорист, етнограф, літературознавець, педагог, громадський діяч
- Потрєсов Сергій Вікторович (Яблоновський Сергій Вікторович) — письменник, есеїст, журналіст, літературний і театральний

критик, перекладач, педагог, громадський діяч, політичний діяч, член Комітету по організації вшанування Тараса Шевченка у Москві в 1911 році;
- Проценко Володимир Миколайович — український поет, прозаїк, публіцист, краєзнавець. Член Національної Спілки письменників України, Заслужений діяч мистецтв України, громадський і політичний діяч. Навчався в Харківському юридичному інституті.
- Пушкар Микола Сидорович — член-кореспондент Національної академії наук України, один з учителів академіка О. О. Шалімова.
- Поярков Юрій Михайлович — дворазовий Олімпійський чемпіон, його ім'я внесене до книги рекордів Гіннесса
- Прихильний Амвросій — український письменник і поет

## Р
- Решетников Євген Миколайович — полковник Армії УНР.
- Разін Геннадій Вікторович — український хокеїст
- Редькін Тарас Вікторович (1996—2022) — майор, льотчик-винищувач Повітряних сил Збройних сил України, учасник російсько-української війни.
- Рейзен Марко Осипович — видатний радянський музикант, оперний співак, соліст Великого театру СРСР, кавалер двох солдатських Георгіївських хрестів, народний артист СРСР
- Рідченко Володимир Миколайович — підполковник Армії УНР.
- Резников Арон Наумович — перший ректор Тольятінського політехнічного інституту
- Рєпін Ілля Юхимович — видатний український і російський художник-реаліст
- Рибак Ігор Михайлович — Олімпійський чемпіон
- Рошко Клавдія — українська поетеса.
- Рупін Юрій — відомий у світі фотограф, засновник харківської творчої групи «Время» (Час) (1974—1976).

## С

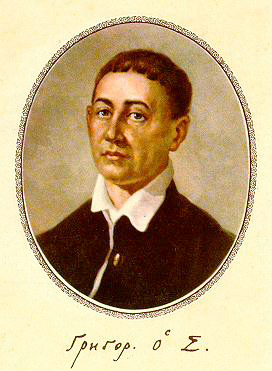
Григорій Сковорода.

Василь Суярко.

- Савінков Борис Вікторович — російський терорист, політичний діяч, прозаїк, публіцист, мемуарист
- Савон Володимир Андрійович — гросмейстер, Олімпійський чемпіон
- Сальников Роман Іванович — український хокеїст, гравець національної збірної України.
- Свердлов Федор Давидович — радянський військовий історик
- Свєтлов Олександр Якович — український правознавець, науковець, доктор юридичних наук.
- Світ Іван Васильович — український історик Далекого Сходу та громадський діяч у Китаю в 1920-40-х рр.
- Свобода Людвік — Герой Радянського Союзу, президент Чехословаччини (1968–1975)
- Севастянов Борис Олександрович — український композитор, співак, громадський діяч.
- Северин Юрій Володимирович — український графік і живописець. Заслужений художник УРСР.
- Семирадський Генріх Іполитович — польський художник, представник академізму
- Сергєєв Володимир Григорович — радянський конструктор ракетної техніки
- Сергєєв Федір Андрійович, відомий як Артем — російський професійний революціонер, партійний і державний діяч
- Серебрякова Зінаїда Євгенівна — видатна українська та французька художниця.
- Сєрова Валентина Василівна — радянська акторка театру та кіно, заслужена артистка РРФСР
- Сімонова Владислава Олексіївна — українська поетеса жанру хайку, відома в Японії.
- Сірко Іван Дмитрович — кошовий отаман Війська Запорізького Низового, визначний військовий діяч Запоріжжя, родом з слободи Мерефи під Харковом
- Синельников Кирило Дмитрович — радянський фізик-ядерник, один із тих, хто уперше в СРСР здійснив розщеплення атомного ядра штучно прискореними частинками (1932)

- Синицький Лев Аронович — радянський та український фізик, доктор технічних наук, професор Львівського національного університету імені Івана Франка, один із засновників львівської наукової школи з теорії електричних кіл.
- Сковорода Григорій Савич — український просвітитель-гуманіст, філософ, поет, педагог
- Скрипник Микола Олексійович — радянський партійний і державний діяч
- Скрипніков Микола Сергійович — український лікар-топографоанатом, засновник Полтавської школи морфологів, доктор медичних наук, професор
- Слатін Ілля Ілліч — російський і український музично-громадський діяч, піаніст, педагог і диригент
- Слонівський Євген Григорович — український письменник, публіцист, громадський діяч, учений. Член Об'єднання українських письменників «Слово».
- Слуцкін Абрам Олександрович — український радіофізик
- Соколик Валентина — українська та німецька співачка
- Соколянський Іван Опанасович — педагог у галузі дефектології, досліджував питання сурдо- і тифлопедагогіки
- Сосюра Володимир Миколайович — український письменник, поет-лірик
- Срезневський Ізмаїл Іванович — філолог-славіст, етнограф, палеограф, обґрунтував самостійність української мови
- Станкевич Ян — професор Харківського університету, фармаколог
- Степовий Яків Степанович — український композитор
- Стемпіцький Андрій Любомирович — український громадсько-політичний діяч, Головний командир ВО «Тризуб» ім. С. Бандери, член Проводу «Правого сектора», Командир Добровольчого українського корпусу «Правий сектор»
- Стойкін Володимир Йосипович — начальник постачання Армії УНР, генеральний хорунжий армії Української Держави.
- Страхов Олексій Вікторович — білоруський хокеїст
- Струве Людвіг Оттович — російський астроном, професор Харківського університету (із 1894 р.)
- Струве Отто Людвигович — американський астроном, астрофізик
- Сумцов Микола Федорович — український фольклорист, етнограф і літературознавець та громадський діяч
- Сухінін Дмитро Ігорович — український волейболіст
- Суярко Василь Григорович — український геолог, доктор геолого-мінералогічних наук, професор, академік Української нафтогазової академії. Член Донецького відділення НТШ.

## Т
- Тайбер Павло Абрамович — український графік.
- Тайманов Марк Євгенович — радянський шахіст, міжнародний гросмейстер, піаніст
- Тарабаринов Леонід Семенович — актор, Народний артист СРСР
- Таранов Анатолій Павлович — український радянський правознавець, педагог, доктор юридичних наук.
- Татлін Володимир Євграфович — живописець, скульптор, театральний художник і архітектор.
- Татранова Наталія Олексіївна (Єсипенко) — українська бадмінтоністка
- Тесленко Іван Федорович — український науковець у галузі педагогіки, математик, доктор педагогічних наук.
- Тимошенко Юлія Володимирівна — українська політична та державна діячка, кілька років перебувала в ув'язненні в місцевому виправному закладі
- Тимченко Йосип Андрійович — український механік-винахідник, фактично — першовідкривач кіно
- Тимченко Олег Олександрович — український хокейний лівий крайній нападник, гравець національної збірної України.
- Тихонов Микола Олександрович — радянський державний діяч
- Тичина Павло Григорович — український поет, новатор поетичної форми, перекладач, публіцист, Голова Верховної Ради УРСР двох скликань, міністр освіти УРСР (1943—1948)
- Тон Андрій Андрійович — архітектор, завершував Олександрівську дзвіницю Успенського собору, за його проектами споруджено будинок українського драматичного театру
- Торохтій Олексій Павлович — олімпійський чемпіон з важкої атлетики
- Тремпель — фабрикант готових суконь в Харкові в XIX ст., його ім'ям називають вішалки для костюмів (плічики)
- Тринклер Микола Петрович — видатний хірург, науковець і педагог
- Турчанінов Микола Степанович — науковець, досліджував флору Центральної Азії та Далекого Сходу, описав понад 100 нових родів і 1000 видів рослин, автор найбільшого на кінець XIX ст. гербарію
- Тутаєв Григорій Васильович — український науковець-фармаколог, ендокринолог, педагог, тривалий час жив і працював у Харкові.

## У
- Уграїцький Микола Тихонович — відомий радянський футболіст
- Ужвій Наталія Михайлівна — визначна драматична і кіноакторка різноманітного плану
- Удовиченко Олександр Іванович — генерал Армії УНР, віце-президент УНР в екзилі (1954 — 61).
- Удовиченко Микола Іванович — генерал-хорунжий Армії УНР.

## Ф
- Федецький Альфред Костянтинович — український фотограф, перший український оператор хронікально-документальних фільмів
- Федоренко Іван Іванович — український та російський астроном
- Фітільов Микола Григорович, відомий як Микола Хвильовий — український прозаїк, поет, публіцист, один з основоположників пореволюційної української прози
- Фролова Юлія, відома як Фролова Василіса — модель, українська телеведуча

## Х
- Храмів Михайло Іванович — козак 1-ї бригади 4-ї Київської дивізії Армії УНР, Герой Другого Зимового походу
- Харитоненки Іван і Павло — благодійники
- Харитонов Дмитро Іванович — український кінопідприємець, один із перших кінопрокатників, хто почав вкладати гроші в українське кіновиробництво, власник кінотеатру і прокатної контори «Аполло» і «Ампір» у Харкові.
- Хлєбников Віктор Володимирович, відомий як Хлєбников Велимир — російський поет й прозаїк, діяч авангадного мистецтва
- Хоткевич Гнат Мартинович — український письменник, композитор, мистецтвознавець, етнограф, педагог, театральний і громадсько-політітичний діяч

## Ч
- Чалдранян Леонід Вартанович (1938) — прозаїк.
- Чернецький Олександр Володимирович — автор пісень, лідер-вокаліст російського рок-гурту «Разные Люди»
- Черновецький Леонід Михайлович — український політик
- Чичибабін Борис Олексійович — український поет-шістдесятник
- Чинаєв Володимир Петрович — російський піаніст, педагог, музикознавець. Професор, завідувач кафедри історії та теорії виконавського мистецтва Московської консерваторії.
- Черних Валентин Петрович — український науковець в галузі органічної хімії, ректор Національного фармацевтичного університету.
- Чернікова Світлана Іванівна (* 1977) — українська танцівниця на льоду; тренер. Срібна призерка чемпіонату України (1993/1994). Учасниця Олімпійських ігор та чемпіонатів Європи.
- Чернявський Володимир Іванович — український зоолог, етнограф, краєзнавець, археолог.
- Чуб Олександр Сергійович (1995—2022) — молодший лейтенант Збройних сил України, учасник російсько-української війни. Герой України (2022, посмертно).

## Ш
- Шаріпов Рустам Халімджанович — Олімпійський чемпіон
- Шалімов Олександр Олексійович — хірург, один із засновників української хірургічної школи
- Шевельов Юрій Володимирович — славіст-мовознавець, історик української літератури
- Шелест Петро Юхимович — партійний і державний діяч УРСР
- Шиллінгер Йосип Мойсейович (Шиллінгер Джозеф) — російський і американський композитор і музичний теоретик
- Широнін Петро Миколайович — Герой Радянського Союзу, взвод під його командуванням 2 березня 1943 року удержав позицю на залізничному переїзді біля села Таранівка Харківської області, знищивши 16 танків і понад 100 солдат супротивника
- Ширяєв Валерій Вікторович — радянський і український хокеїст
- Шляхова Ольга Василівна — українська баскетболістка, виступала на позиції центрової. Дворазова чемпіонка України з баскетболу.
- Шмалько Андрій Валентинович Шмалько, відомий як Валентинов Андрій — український письменник-фантаст
- Шміт Федір Іванович — український візантолог, археолог, музеєзнавець, мистецтвознавець, професор Харківського університету (1912—1921), дійсний член АН УРСР.
- Шнеєров Яків Аронович — український, російський і радянський металург, науковець, доктор технічних наук.
- Шубенко-Шубін Леонид Олександрович — науковець, Герой Соціалістичної Праці
- Шубников Лев Васильович — засновник радянської фізики низьких температур
- Шульга Іван Миколайович — український живописець, графік, портретист, пейзажист. Жив та працював у Харкові з 1922 року. Заслужений діяч мистецтв УРСР (з 1946).
- Шульженко Клавдія Іванівна — українська радянська співачка, акторка театру і кіно, народна артистка СРСР
- Шульц-Евлер Андрій Васильович, — піаніст і композитор, викладач Харківського музичного училища
- Шумілкін Володимир Андрійович — ІІІ міський голова сучасної України (2002–2006)

## Щ
- Щепкін Михайло Семенович — визначний український і російський актор
- Щербінін Євдоким Олексійович — перший губернатор Слобідсько-Української губернії
- Щербінін Юрій Леонідович — музикознавець, фотохудожник.
- Щоголев Іван Євгенович (1998—2023) — старший солдат Збройних сил України, учасник російсько-української війни. Герой України (посмертно).

## Ц
- Цаплієнко Андрій Юрійович — журналіст, ведучий телеканалу «Інтер», лауреат премії «Людина року-2001» в номінації «Журналіст року», нагороджений Орденом «За мужність» ІІІ ступеня
- Цвєтков Ігор Аркадійович — російський композитор.
- Циблієв Василь Васильович — радянський космонавт, закінчив Харківське Вище військове авіаційне училище льотчиків ім. двічі Героя Радянського Союзу С. І. Грицевця
- Целовальников Ігор Васильович — український велосипедист, олімпійський чемпіон.
- Цуркан Людмила Георгіївна — заслужений діяч мистецтв України, професор, лауреат Всеукраїнського конкурсу вокалістів.

## Я
- Яворський Болеслав Леопольдович — український музикознавець, піаніст, композитор і педагог
- Якір Йона Еммануїлович — радянський військовий діяч, навчався в Харківському технологічному інституті
- Якименко Федір Степанович — український композитор
- Яковлєва Олена Олексіївна — російська акторка театру та кіно (закінчила у місті школу), Народна артистка Росії
- Якушин Дмитро Вікторович —український хокейний правий захисник, гравець національної збірної України.
- Яловий Михайло Омелянович — український письменник
- Ярош Отакар — Герой Радянського Союзу, 8 березня 1943 р. батальйон прийняв перший бій з німецько-фашистськими військами біля села Соколово Зміївського району Харківської області
- Янчуков Олександр Тимофійович — український актор, Народний артист УРСР (1980).

## Відомі харків'яни у TOP-100 програми«Великі українці»
- в першій десятці — Сковорода Григорій Савич
- Биков Леонід Федорович — 27
- Кожедуб Іван Микитович — 37
- Лисенко Микола Віталійович — 41
- Сірко Іван Дмитрович — 53
- Рєпін Ілля Юхимович — 65
- Гончар Олесь Терентійович — 71
- Клочкова Яна Олександрівна — 77
- Курбас Олександр-Зенон Степанович, відомий як Курбас Лесь — 78
- Макаренко Антон Семенович — 87
- Мечников Ілля Ілліч — 92
- Губенко Павло Михайлович, відомий як Остап Вишня — 96